# Milada Marešová

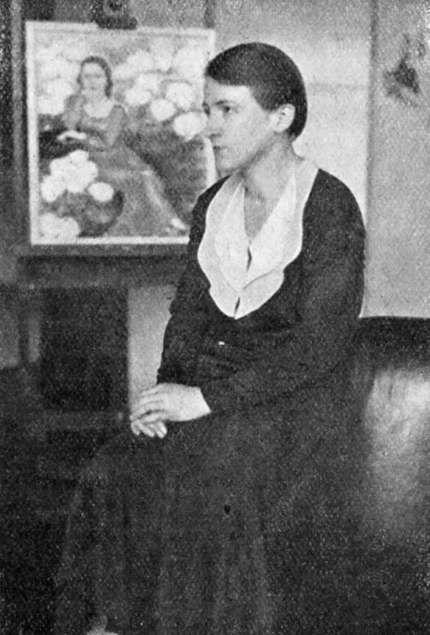
Milada Marešová um 1930

Milada Marešová (* 16. November 1901 in Prag; † 19. Februar 1987 ebenda) war eine tschechische Künstlerin und Illustratorin, Vertreterin der künstlerischen Avantgarde in der Tschechoslowakei der Zwischenkriegszeit. Nach 1939, nach der Errichtung des Protektorats Böhmen und Mähren,  beteiligte sie sich an der Gestaltung der illegalen Zeitschrift V boj, die der gegen die Besetzung des Landes durch das Dritte Reich kämpfende Gruppe des tschechoslowakischen Widerstands Obrana národa nahestand, wofür sie zu zwölf Jahren Gefängnis verurteilt wurde.

## Leben
Milada Marešová gehört zu den Frauen in der Tschechoslowakei, welche die akademische Ausbildung im Kunstbereich genießen konnten. Sie studierte ab 1919 als eine der ersten Frauen an der Akademie für Kunst, Architektur und Design und danach bei Vojtěch Hynais an der Akademie der Bildenden Künste, beide in Prag, die bis dahin nur für Männer offen standen. Ihre Mitschülerin war die Künstlerin Vlasta Vostřebalová-Fischerová. Marešová hielt sich 1923 in Paris auf, wo sie Vorlesungen von František Kupka besuchte. In den frühen 1920er Jahren fertigte Marešová zahlreiche unikate, handgemachte Diapositive aus Glas und Folien an, die sie im sogenannten „Heimkino“ (domácí biograf) zeigte.
Marešová, die malte, zeichnete und illustrierte, ließ sich, anders als die meisten Avantgarde-Künstler der Tschechoslowakei der Zwischenkriegszeit, durch den Expressionismus deutscher Prägung inspirieren – durch die Neue Sachlichkeit. Der Einfluss dieser Kunstrichtung auf die tschechische Malerei dieser Zeit blieb bisher in der tschechischen Kunstgeschichte jedoch lange Zeit weitgehend unberücksichtigt.
Zu ihren beliebten Themen gehörten Frauen und soziale Probleme. Sie illustrierte zahlreiche Bücher, darunter auch viele für Kinder, Bibliophilie-Ausgaben sowie Zeitungen beziehungsweise Zeitschriften (wie Lidové noviny, Prager Presse, České slovo, Pestrý týden, Ženský svět).

### Widerstand im Protektorat
Im November 1939 stieß Marešová zur Redaktion der illegalen Zeitschrift V boj, der bedeutendsten Zeitschrift des Widerstandes im Protektorat Böhmen und Mähren, die von Vojtěch Preissig geleitet wurde. Sie illustrierte sie, entwarf Titelseiten und sie beteiligte sich auch an der Verteilung. Am 21. September 1940 wurde sie mit anderen über 40 Personen aus der Gruppe durch die Gestapo verhaftet. Zusammen mit der Hauptverdächtigen Irena Bernášková, Tochter des Mitbegründers der Gruppe Vojtěch Preissig, und anderen Personen wurde sie zu Verhören nach Leipzig, Dresden und Bautzen überführt und am 5. März 1942 vor dem Volksgerichtshof in Berlin wegen Hochverrats zu zwölf Jahren Haft verurteilt, die sie im Frauenzuchthaus Waldheim verbrachte. Diese Zeit schilderte sie später in ihrem Buch Waldheimská idyla.

## Rezeption
Mit Marešovás Leben und Werk beschäftigte sich ausführlich unter anderem die Kunsthistorikerin Martina Pachmanová, die ihre Rolle als wohl die einzige bekanntere Vertreterin der Neuen Sachlichkeit für den tschechischen Modernismus hervorhob. Pachmanová betätigte sich auch als Herausgeberin und Nachwortautorin zweier Reeditionen von Marešová: Waldheimská idyla (Praha: Academia, 2009) und Domácí biograf (Praha: Arbor vitae – VŠUP, 2009). Vor allem aber organisierte sie 2008 die Ausstellung „Milada Marešová: Zapomenutá malířka českého modernismu“ (Milada Marešová: Vergessene Malerin des tschechischen Modernismus) in Brünn, wo sie die Künstlerin umfangreich darstellte.
Marešová trug mit ihrem Werk, das sich stark mit der Frauenfrage auseinandersetzte, zur „Stärkung der Frauenemanzipation“ in der ersten Hälfte des 20. Jahrhunderts bei. Ihr Werk ist darüber hinaus auch deshalb interessant, weil sich „in ihren Frauenbildern die sozialen Probleme der späten 1920er Jahre widerspiegelten“, welche die Bemühungen um die Emanzipation kontrakarierten.

## Veröffentlichungen
- Milada Marešová: Waldheimská idyla [Waldheimer Idylle], 1. Ausgabe, Dělnické nakladatelství, Prag 1947; 2. erweiterte Auflage, Academia, Prag 2009, ISBN 978-80-200-1785-7
- Milada Marešová: Domácí biograf (hrsg. von Martina Pachmanová), Arbor vitae / Vysoká škola uměleckoprůmyslová, Prag 2009
- Omalovánky v Zoo, Zeichnungen von Milada Marešová, SNKLHU, Prag 1953

sowie Illustrationen zahlreicher Werke bekannter Schriftsteller wie Božena Němcová, M.V. Kratochvíl u. a.

## Ausstellungen
Ihre erste eigenständige Ausstellung hatte sie bereits 1925, ein Durchbruch gelang ihr jedoch 1930 mit der Ausstellung in der Galerie Aventinská mansarda. Eine Wiederentdeckung von Milada Marešová fand erst im März 2008 in der Mährischen Galerie (Moravská galerie) in Brünn statt. Unter dem Namen „Milada Marešová: Zapomenutá malířka českého modernismu“ wurde diese Ausstellung von der Kunsthistorikerin Martina Pachmanová vorbereitet, die auch die Kuratorin (zusammen mit Petr Ingerle) war sowie einen Katalog zusammenstellte und herausgab. Die Ausstellung thematisierte Marešovás Beschäftigung mit der Neuen Sachlichkeit und ihre Tätigkeit in der Zwischenkriegszeit, ihr „Heimkino“ wurde vorgeführt und Korrespondenz sowie andere Dokumente gezeigt.
Übersicht der Ausstellungen:
- 1925, Prag, in Topičův salon (zusammen mit Vlasta Vostřebalová-Fischerová[1])
- 1930, Prag, in Aventinská mansarda
- 1931, Košice, in Východoslovenské múzeum
- 1932, Hradec Králové
- 1945, Prag, in Krásná jizba (mit Zeichnungen aus dem Frauenzuchthaus Waldheim)
- 1985–1986, Brünn, in Dům umění
- 2008, Brünn, in Moravská galerie